# Kenneth Arnold
Kenneth Albert Arnold (* 29. Mai 1915 in Sebeka, Minnesota; † 16. Januar 1984 in Bellevue) war ein US-amerikanischer Pilot und Geschäftsmann. Berühmt wurde er für seine Sichtung von unidentifizierten Flugobjekten nahe Mount Rainier am 24. Juni 1947, für die er erstmals den Begriff Fliegende Untertasse benutzte.

## Leben
Arnold wurde in Sebeka, Minnesota geboren und wuchs in Scobey, Montana auf. Er besuchte die Universität von Minnesota. Er begann im Jahre 1940 bei Great Western Fire Control Supply in Boise zu arbeiten, einem Unternehmen, das Löschanlagen installiert und verkauft.

## UFO-Sichtung
Am 24. Juni 1947 behauptete Arnold, während er nahe Mount Rainier (Bundesstaat Washington) flog, habe er neun ungewöhnliche Flugobjekte in den Wolken gesehen. Er sagte weiter, er habe die Zeit gestoppt und schätze ihre Geschwindigkeit auf 1200 Meilen pro Stunde (rund 1900 km/h). Zuerst habe er nur eine Art Lichtbälle erkannt, bis er näher herankam. Die ersten Berichte beschrieben neun Objekte als flache, tellerartige Scheiben und ein Objekt als flach und fledermausartig oder sichelförmig. Obwohl Arnold auch in eigenen Schriftstücken, wie in einem Brief an die US Air Force von 1947 und einem Artikel im FATE Magazin von 1948, die Objekte als „saucer-like discs“ und „saucer like objects“ bezeichnet, weist Arnold später den Begriff „flying saucer“ von sich. In einem Radio-Interview von 1950 bestreitet Arnold den Begriff „saucer“ als Beschreibung für das Aussehen gemeint zu haben. Er hätte die Objekte stets als „Disk“ beschrieben. Der Begriff „flying saucers“ sei ein Missverständnis mit Reportern gewesen:

“... when I described how they flew, I said that they flew like they take a saucer and throw it across the water. Most of the newspapers misunderstood and misquoted that, too. They said that I said that they were saucer-like; I said that they flew in a saucer-like fashion.”

„... als ich beschrieb wie sie flogen, sagte ich, dass sie fliegen, wie wenn Sie einen Teller nehmen und ihn über das Wasser springen lassen. Die meisten Zeitungen missverstanden das und zitierten mich falsch. Sie schrieben, dass ich gesagt hätte, sie wären tellerartig; ich sagte sie flogen in der Art von Tellern.“

Obwohl Arnolds UFO-Sichtung häufig als Beginn des Phänomens betrachtet wird, gab es kurze Zeit zuvor mit den Geisterraketen in Schweden sowie mit der Luftschiff-Welle am Ende des 19. Jahrhunderts ähnliche Sichtungen. Allerdings gilt seine Sichtung als die erste nach dem Zweiten Weltkrieg, die landesweit breite Aufmerksamkeit von Seiten der Presse und der Bevölkerung bekam.
Es gab daraufhin in den ganzen USA vermehrt Sichtungen, wovon aber einige schon längere Zeit zurücklagen, nun aber öffentlich gemacht wurden.
Die amerikanische Luftwaffe hatte für die Sichtung keine rationellen Erklärungen, während andere versuchten, die Sache zu erklären. Diese Erklärungen reichten von Luftspiegelungen von Schneebergen, über falsch identifizierte Meteore und fliegende Pelikane.